# Dalea onobrychis
Dalea onobrychis är en ärtväxtart som beskrevs av Dc.. Dalea onobrychis ingår i släktet Dalea, och familjen ärtväxter. Inga underarter finns listade i Catalogue of Life.